# Acholshausen

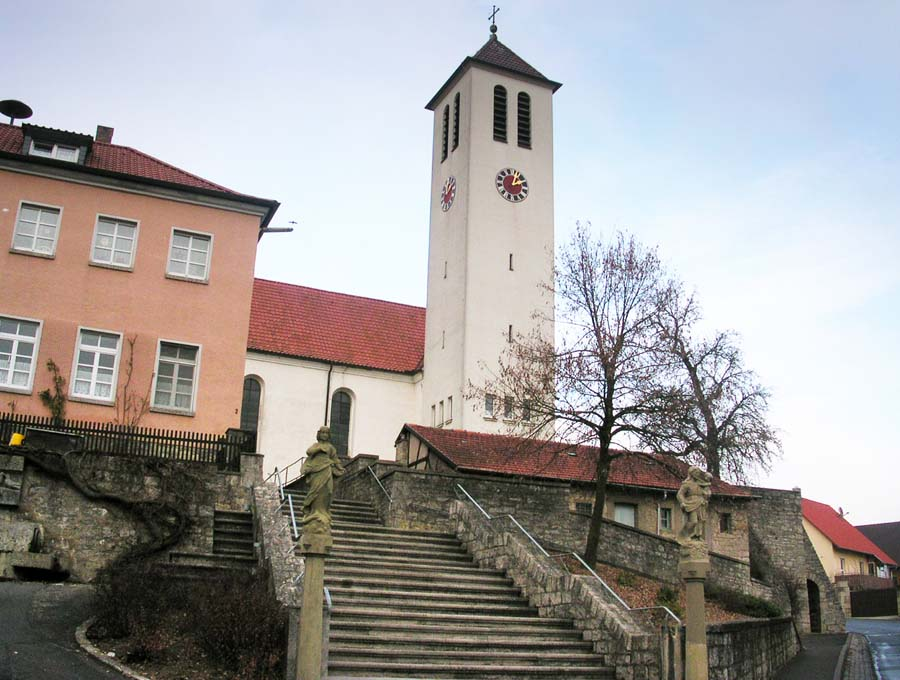
Acholshausen und Kirche

Acholshausen ist ein Gemeindeteil der Gemeinde Gaukönigshofen im Landkreis Würzburg (Unterfranken, Bayern). Acholshausen ist mit 444 Einwohnern (Stand: 2017) der zweitgrößte Gemeindeteil der Gemeinde Gaukönigshofen. Durch das Pfarrdorf verläuft der Fränkische Marienweg.

## Geschichte

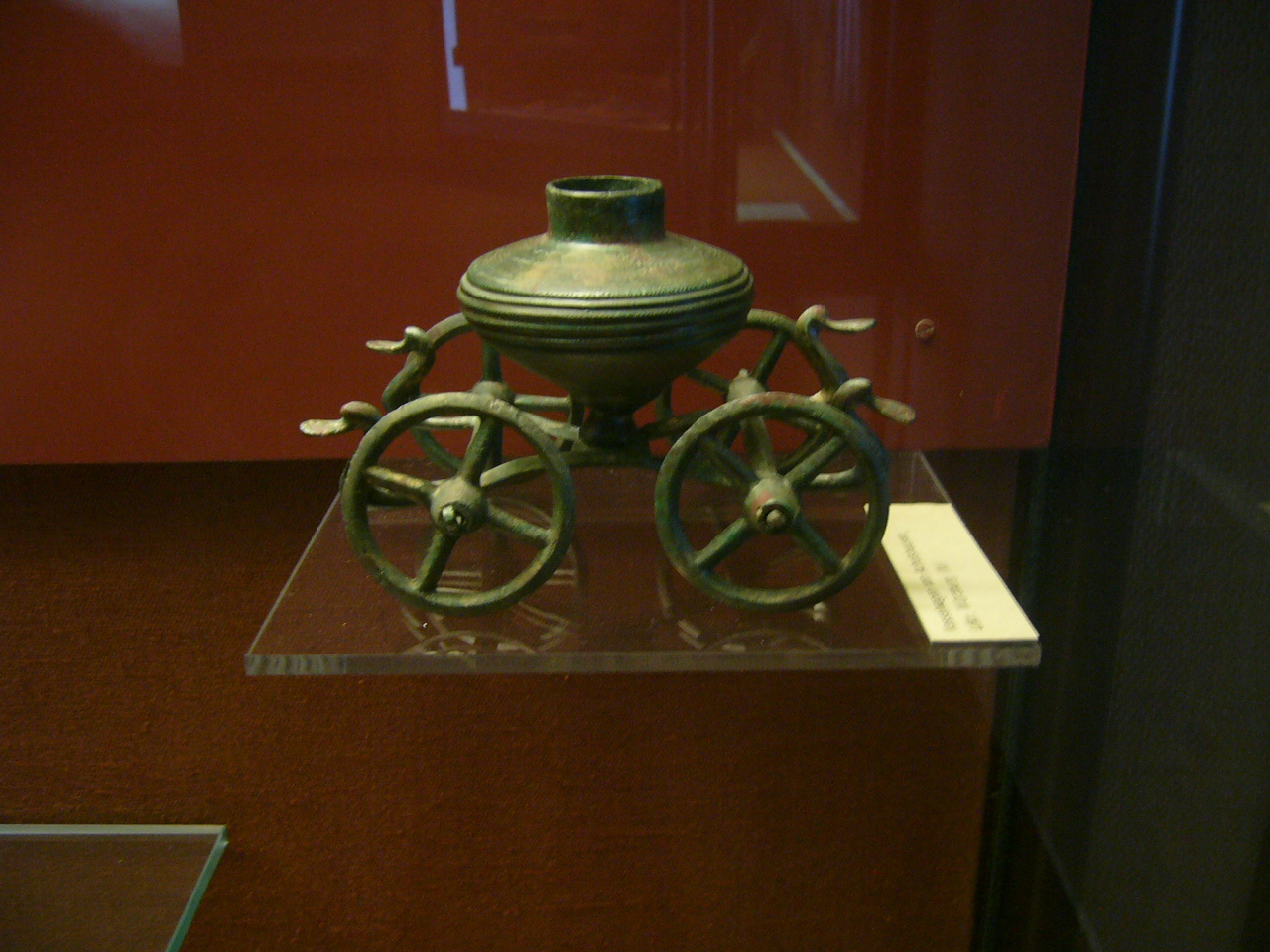
Kultwagen von Acholshausen im Mainfränkischen Museum Würzburg

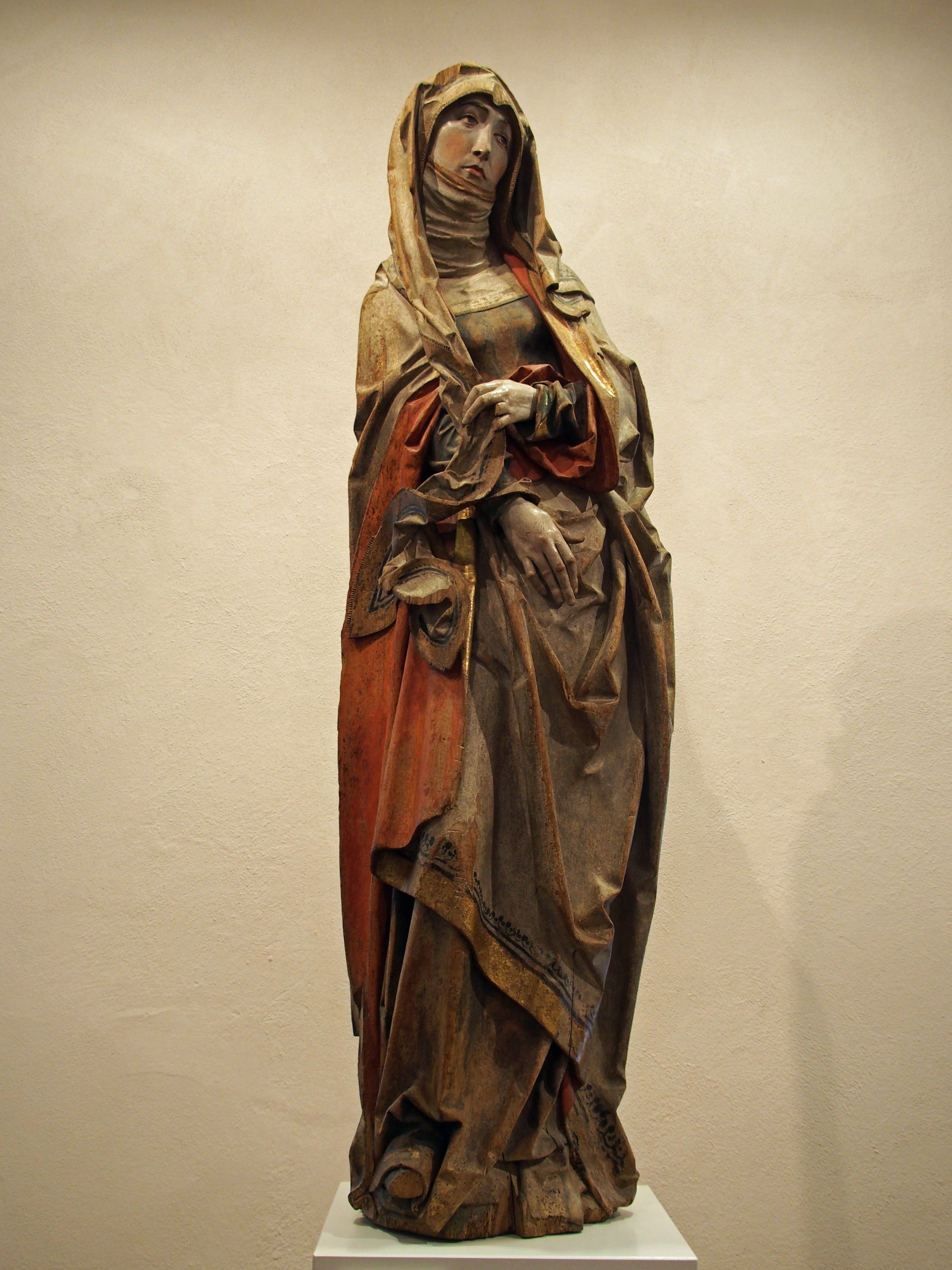
„Trauernde Maria“ von Tilman Riemenschneider im Mainfränkischen Museum Würzburg, ursprünglich aus Acholshausen

Erstmals urkundlich erwähnt wurde Acholshausen 1125. Der Ort wurde in den Urkunden des 12. Jahrhunderts als „Accolveshusen“ (1130) oder „Hacholdeshusen“ (1182) bezeichnet.
Archäologische Funde lassen jedoch auf Ansiedlungen auf dem Gebiet Acholshausens in der Jungsteinzeit, der Bronzezeit, der Hallstattzeit und der keltischen La-Tène-Zeit schließen. Am bekanntesten ist der 1970 bei Acholshausen in einem Steinkammergrab gefundene bronzene Kesselwagen. Dieser sehr gut erhaltene Kultwagen aus Bronze von etwa 1000 v. Chr. schmückte 1976 eine 30-Pfennig-Briefmarke der Deutschen Bundespost. Der Kultwagen kann im Mainfränkischen Museum in Würzburg besichtigt werden.
Im 16. Jahrhundert muss Acholshausen über einen gewissen Reichtum verfügt haben, da es mit der Trauernden Maria über eines der Hauptwerke Tilman Riemenschneiders aus der Zeit von 1505 bis 1510 verfügte. Die lebensgroße Marienfigur war Teil einer Kreuzigungsgruppe, die hoch im Gewölbe einer Kirche aufgestellt war. In der Mitte stand das Kreuz mit Christus, auf der anderen Seite Johannes. Die Figur wurde 1880 in einem Bauernhaus in Acholshausen entdeckt. Ihr ursprünglicher Aufenthaltsort ist aber nicht bekannt. Der Vorbesitzer berichtete, dass er die Figur des Johannes wegen Wurmfraß verbrannt hatte. Die Statue kann im Mainfränkischen Museum in Würzburg besichtigt werden.
Am 10. September 1944 wurde Acholshausen durch einen Bombenangriff weitgehend zerstört. Insgesamt wurden 20 Wohnhäuser, 15 Scheunen, drei Ställe und zehn Nebengebäude ein Raub der Flammen – verursacht durch Stabbrandbomben. Die Kirche stürzte durch die schweren Beschädigungen Tage später in sich zusammen. Das einzige Todesopfer, die „Karls Bärbel“, starb zwei Wochen später an ihren schweren Brandverletzungen.
Acholshausen gehört seit dem Zusammenschluss der vormals selbstständigen Gemeinden Acholshausen, Gaukönigshofen und Wolkshausen am 1. Januar 1975 zur Gemeinde Gaukönigshofen.

## Kirche

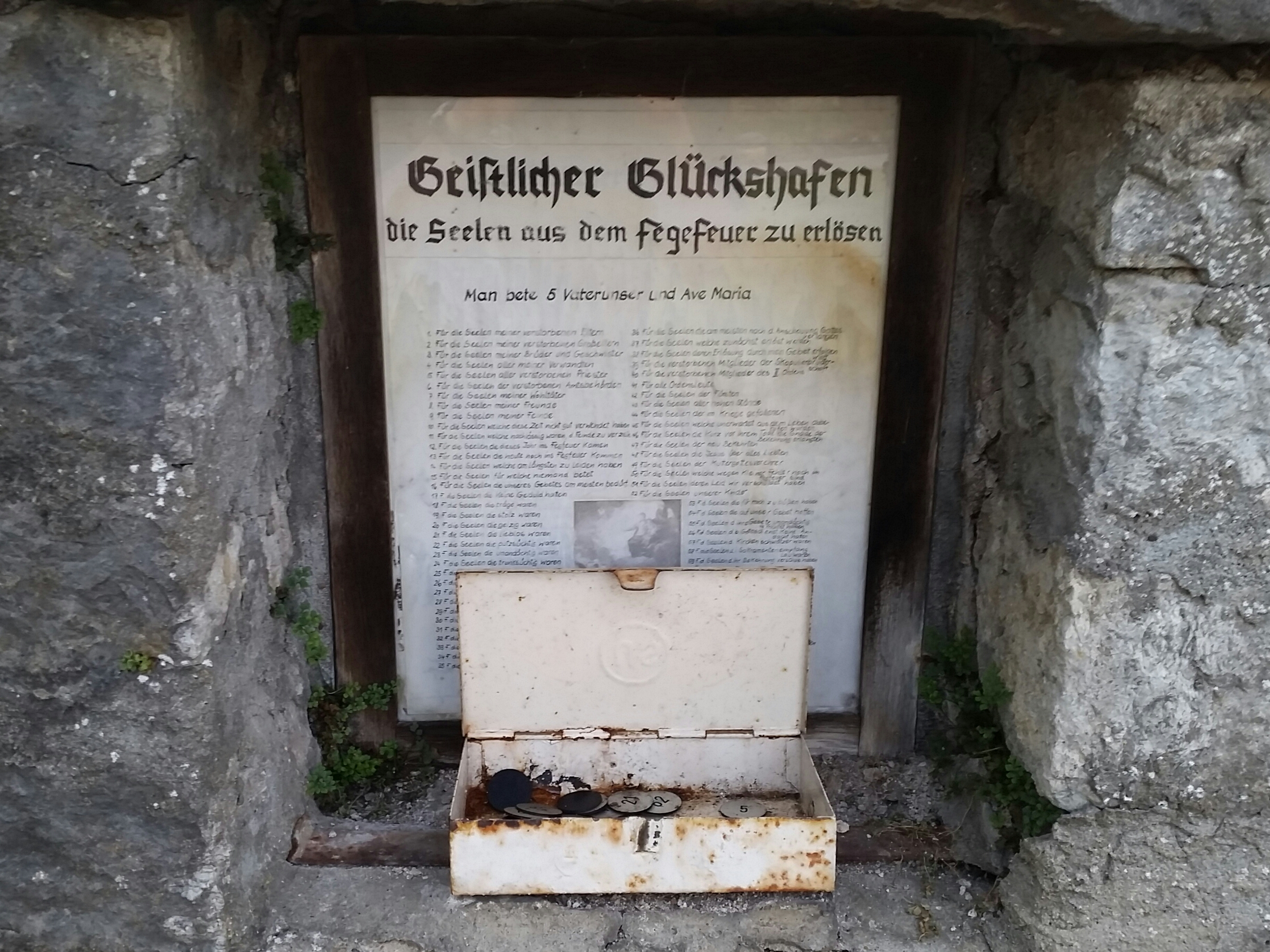
Glückshafen Acholshausen

1346 trennte sich die Gemeinde Acholshausen von der Urpfarrei und Mutterkirche Gaukönigshofen und wurde eine selbständige Pfarrei. Eine Kirche war zu diesem Zeitpunkt bereits vorhanden, da diese in der Separationsurkunde vom 1. Mai 1346 genannt wurde. Über die Baugeschichte dieser Kirche ist allerdings nichts bekannt.
Am 24. August 1947 konnte der Rohbau der bei dem Luftangriff zerstörten Kirche soweit vollendet werden, dass das Allerheiligste wieder in die Kirche überführt werden konnte. Der Innenausbau dauerte aber weiter an. Zwischen 1970 und 1972 wurde die Kirche grundlegend restauriert.
Erwähnenswert ist der Geistliche Glückshafen, die Seelen aus dem Fegefeuer zu erlösen in einer Nische auf dem Friedhof.

## Bau- und Bodendenkmäler
Neben einer 1887 aus Dankbarkeit zu Ehren der Gottesmutter von Johann Thomas Schmitt und seiner Ehefrau Elisabeth errichteten Kapelle befindet sich der älteste Bildstock Acholshausens aus dem Jahr 1624 mit der Inschrift „Anno 1624 hat der Ersame Caspar Schmith des Gerichtes zu Acholshausen für sich unt Agatha seine Eheliche hausfrau Gott zu Lob und Ehren wegen grosse und vielfältige Hauptwettage diese Figuren und Bildnis haben machen lassen.“ 

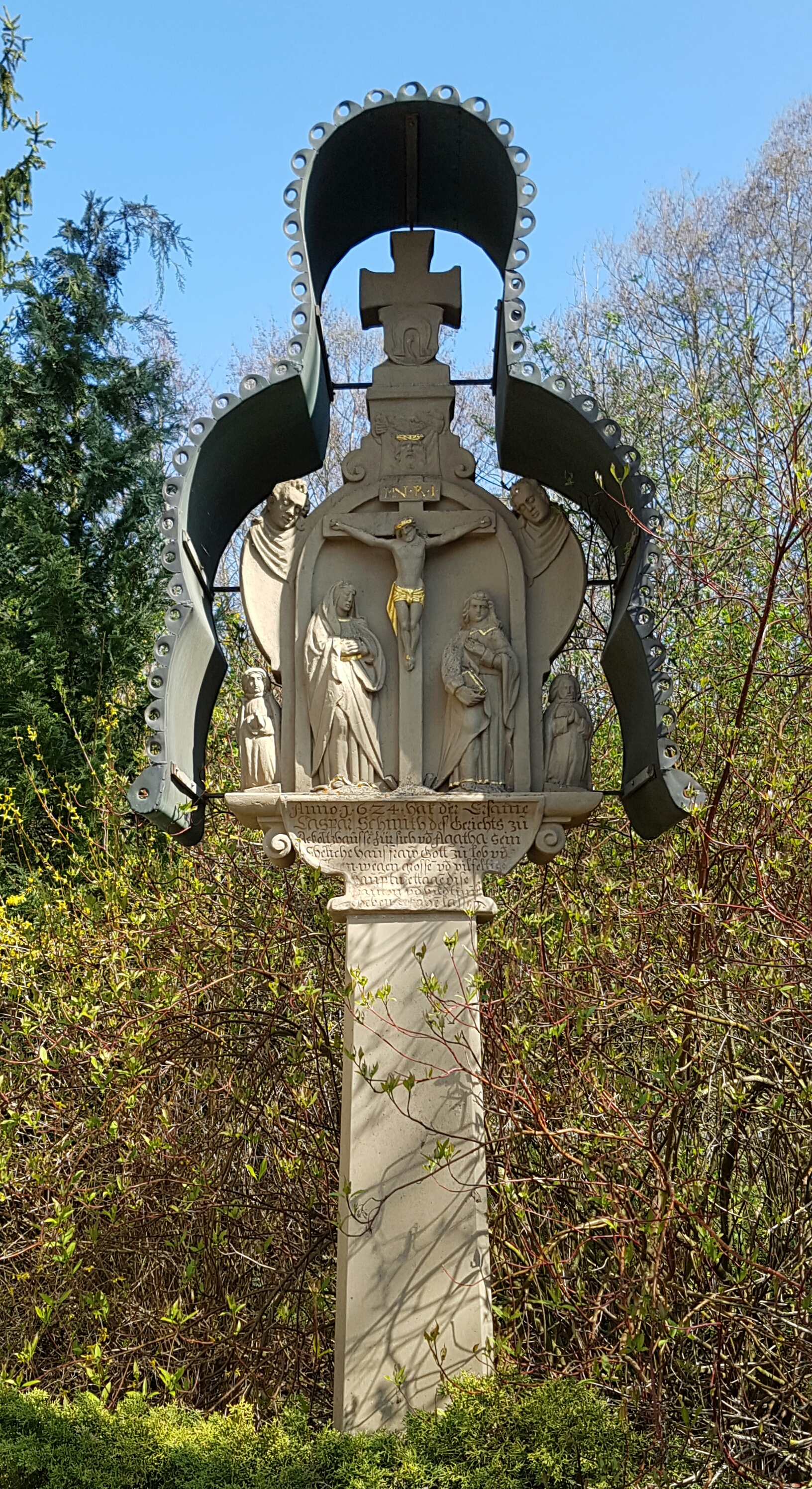
Bildstock von 1624

Hoch über Acholshausen thronte bis zur Zerstörung im pfälzischen Bauernkrieg 1525 die Burg Vogtsberg. Heute ist hiervon nur noch der Burgstall mit dem erkennbaren Burggraben übrig. Der Straßenname „Burgweg“ in Acholshausen zeugt noch heute davon.